# Михайлово (Нелазское сельское поселение)
Михайлово — деревня в Череповецком районе Вологодской области.
Входит в состав Нелазского сельского поселения, с точки зрения административно-территориального деления — в Нелазский сельсовет.
Расстояние по автодороге до районного центра Череповца — 43 км, до центра муниципального образования Шулмы — 7 км. Ближайшие населённые пункты — Андогский, Труженик, Крутец.
По переписи 2002 года население — 42 человека (22 мужчины, 20 женщин). Преобладающая национальность — русские (98 %).